# Promachus yepezi
Promachus yepezi är en tvåvingeart som först beskrevs av Carrera och Machado-allison 1963.  Promachus yepezi ingår i släktet Promachus och familjen rovflugor.
Artens utbredningsområde är Venezuela. Inga underarter finns listade i Catalogue of Life.